# 恋は時間をバグらせる
「恋は時間をバグらせる」（こいはじかんをバグらせる）は、坊主の乙女の楽曲。2023年9月28日にAmazon Musicにて独占で配信され、2024年1月24日に配信限定でリリースされた。

## 楽曲
1. 恋は時間をバグらせる
  - 作詞：坊主の乙女
  - 作曲：坊主の乙女・杉田昌也
  - 編曲：杉田昌也